# François-Joseph Navez
Pour les articles homonymes, voir Navez.

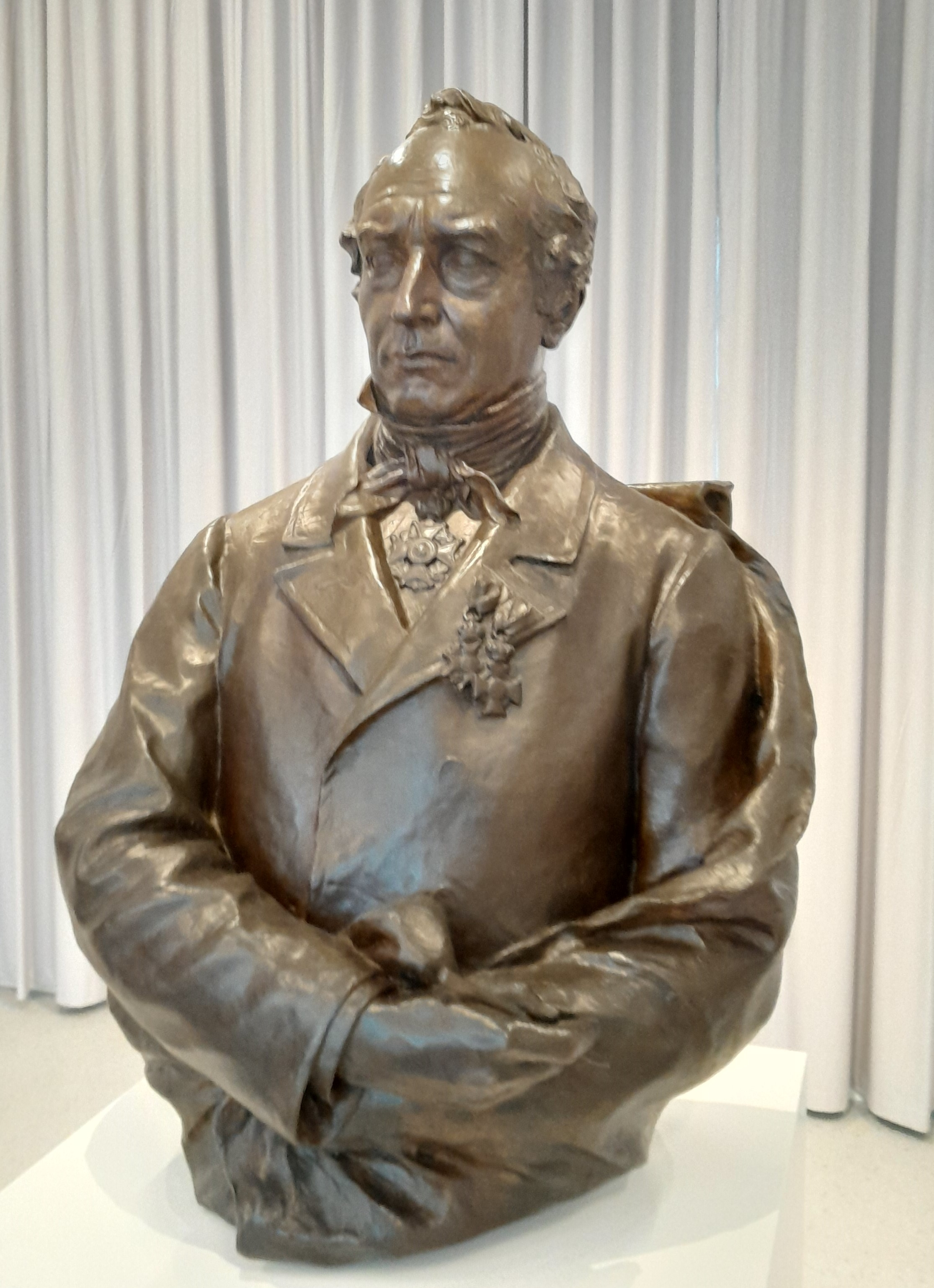
François Navez par Jean Hérain, Musée des Beaux-Arts de Charleroi

François-Joseph Navez né le 16 novembre 1787 à Charleroi (Belgique) et mort le 11 octobre 1869 à Bruxelles est un peintre néo-classique belge et portraitiste.

## Biographie
François Navez, né le 16 novembre 1787 dans un immeuble de la Place Verte à Charleroi, est le fils de Thomas Navez, échevin de Charleroi, et Marie Hélène de Limborg. Il est issu d'une famille favorisée qui lui a permis d'embrasser très tôt une carrière artistique. Le 26 octobre 1825, il se marie avec Flore Lathuy qui était liée à la famille de Hemptinne qu'il a peint et dont le tableau figure dans les collections des musées royaux des Beaux-Arts de Belgique. Il est également le beau-père de Jean-François Portaels, artiste peintre. Ce dernier a été son élève et a épousé en 1852 sa fille Marie.
Élève à l'Académie de Bruxelles du peintre Pierre-Joseph Célestin François à partir de 1803 à 1808, il fonde en 1810, avec d'autres peintres classiques de renom comme Antoine Brice, Antoine Cardon ou Charles Verhulst, la Société des amateurs d'arts.
Il excelle dans l'art du portrait néoclassique empreint de valeur morale, de rigueur et de beauté idéale où il acquiert sa renommée. Il peint aussi de nombreuses scènes mythologiques et historiques où l'Antiquité est mise en valeur.
En 1812, il remporte le premier prix de peinture d'histoire ce qui lui permet de se rendre à Paris, de 1813 à 1816, dans l'atelier de Jacques-Louis David. Il passe ensuite quatre années à Rome entre 1817 et 1821 où il fait la connaissance d'Ingres. Avec ses camarades, les peintres Victor Schnetz, Léopold Robert, François Granet et le sculpteur Bernard Seurre, il peint des scènes de genre à l'italienne.
À son retour en Belgique, il crée un atelier à la rue Royale à Bruxelles qui attire de nombreux élèves : Jean-François Portaels, son futur gendre, Alfred Cluysenaar, Fanny Corr, Auguste Danse, Jean Baptiste De Landtsheer, Dominique François Joseph Meulenbergh et Jean Alexandre Van Laethem. Il est alors le chef de file du néo-classicisme en Belgique et le peintre de l'opulente société bruxelloise.
En 1830, il est nommé membre de l'Institut et de l'Académie royale des beaux-arts de Bruxelles. Il est membre fondateur de la Commission royale des Monuments et des Sites créée en 1835. Directeur de l'Académie royale des beaux-arts de Bruxelles de 1835 à 1862, il forme de nombreux artistes, dont l'orientaliste Jean-François Portaels (son gendre) ainsi qu'Alfred Stevens.
Bénéficiant d'une notoriété internationale, il était membre correspondant de l'Institut de France, de l'Institut de Hollande, des Académies de Genève et de Gênes et membre de l'Académie de Lille et de Saint-Luc à Rome ;
Avec l'avènement de la peinture romantique, son style classique est progressivement remis en cause par les tenants de l'école anversoise qui, avec Gustave Wappers, prétendent représenter l'école nationale belge .
Plusieurs drames familiaux viennent le frapper. Il perd successivement son fils en 1846 (alors qu'il terminait ses études universitaires), son grand ami de Hemptinne en 1854 et sa fille.
En 1863, il renonce à diriger l'Académie pour des raisons de santé. À 83 ans, il décède, entouré des soins de ses amis, de la famille de Hemptinne et de son gendre Jean-François Portaels. Ses funérailles ont lieu à la cathédrale Saints-Michel-et-Gudule de Bruxelles et il est inhumé au cimetière de Laeken.

## Hommages
En septembre 1889, un buste en bronze réalisé par Jean Hérain est érigé dans le parc Reine Astrid de la ville de Charleroi, ville natale de François-Joseph Navez. Ce buste se trouve à présent au musée des Beaux-Arts de Charleroi.
Jules Destrée a participé à la reconnaissance des œuvres de François-Joseph Navez en faisant exposer ses œuvres lors de l'Exposition de Charleroi en 1911 . À l’occasion du 150e anniversaire de la naissance du peintre, une exposition rétrospective rassemblant une quarantaine de toiles se tient à Charleroi, dans la salle de la Bourse en 1938. Ses œuvres sont notamment exposées au musées royaux des Beaux-Arts de Bruxelles, musée des Beaux-Arts de Charleroi et de Gand ainsi que dans les musées à l'étranger.
Une rue porte son nom à Schaerbeek et une autre à Charleroi (Ville-Basse).

## Distinctions
- Commandeur de l'ordre de Léopold[5] (Belgique);
- Chevalier de l'ordre du Lion néerlandais ;
- Chevalier de l'ordre de Saint-Michel de Bavière.

## Sélection d'œuvres

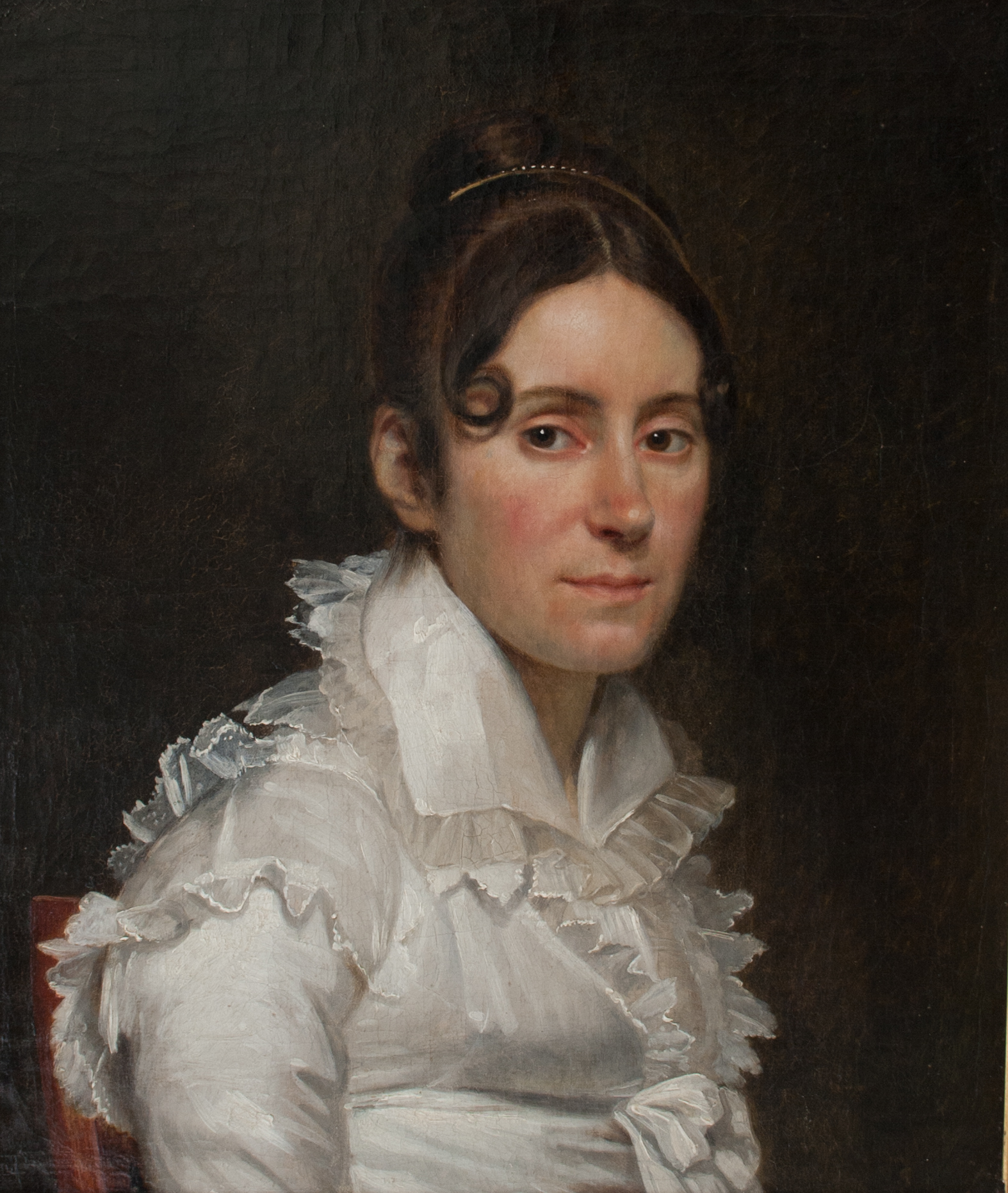
Portrait de Madame Huart-Chapel, musée des Beaux-Arts de Gand.

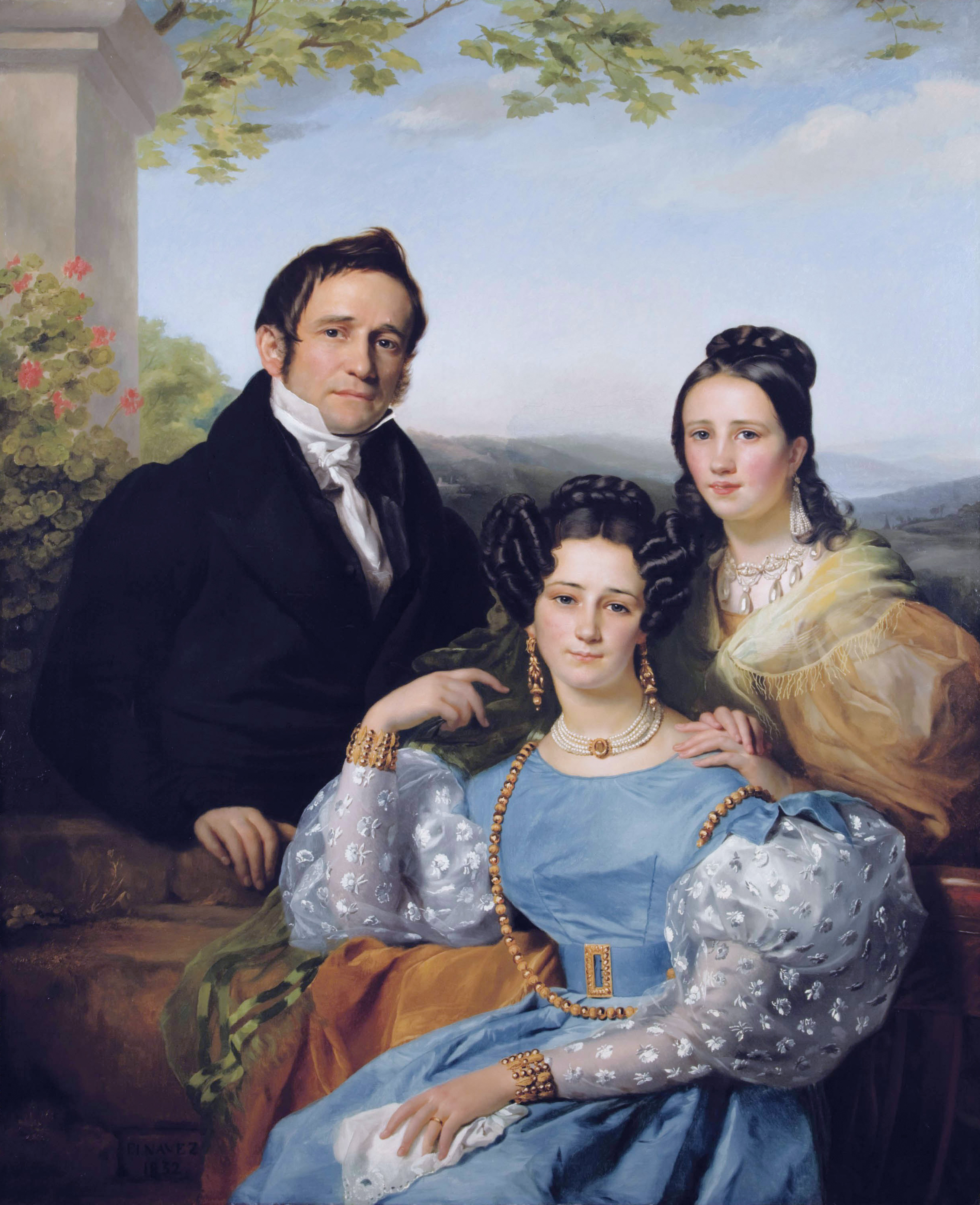
Théodore Jonet et ses deux filles (1832), Bruges, Musée Groeninge.

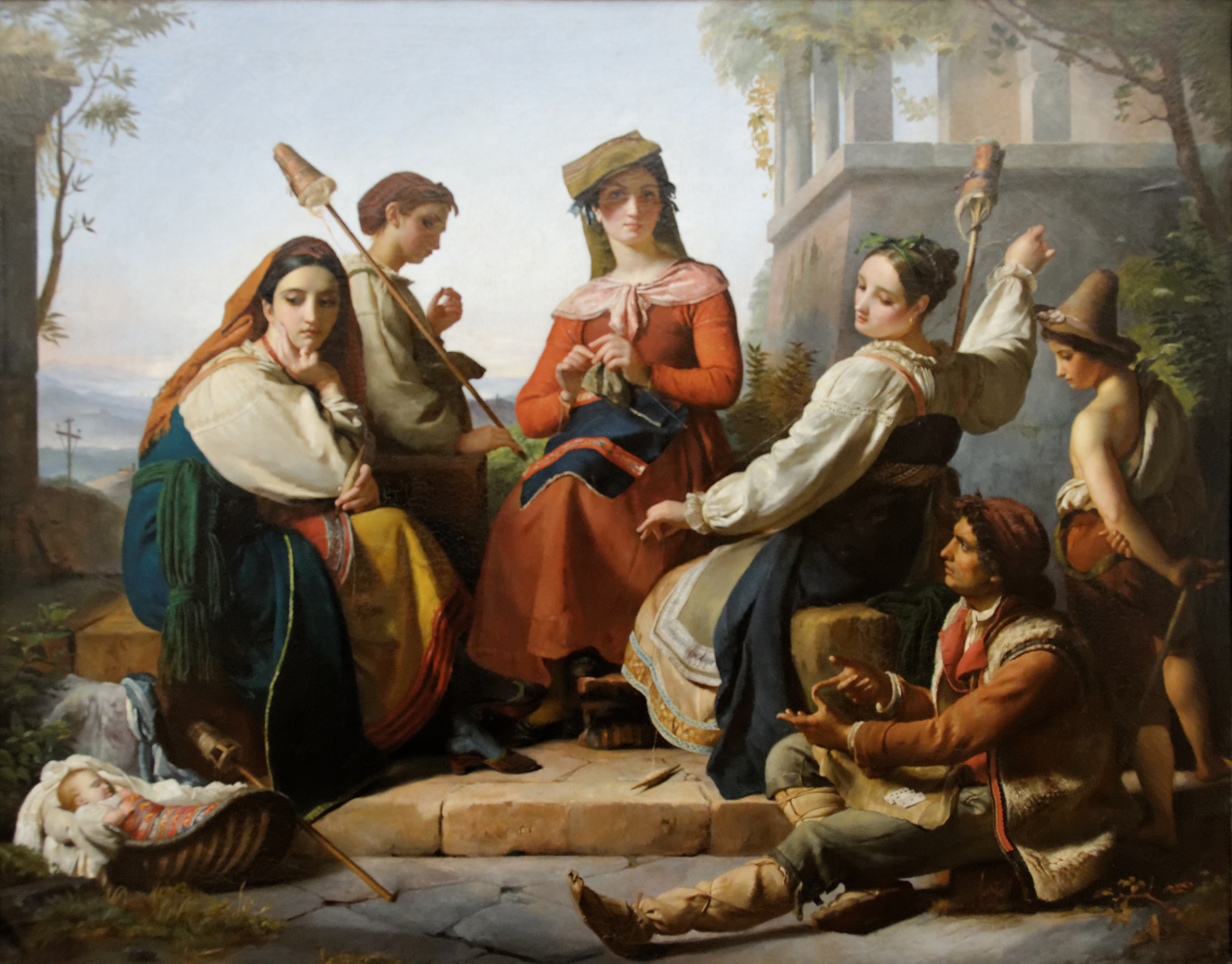
Les Fileuses (1845), Munich, Neue Pinakothek.

- 1807 : Portrait au crayon de Mlle Lemaire, localisation inconnue.
- 1808 : Portrait de Théodore Jonet, localisation inconnue.
- 1810 : Portrait de M. Lemaire, procureur du Roi à Namur, localisation inconnue.
- 1812 : Portrait de M. Jonet, localisation inconnue.
- 1816 : Sainte Véronique de Milan, musée des Beaux-Arts de Gand.
- 1816 : La Famille Auguste-Donat De Hemptinne, Bruxelles, musées royaux des Beaux-Arts de Belgique.
- 1819 : Scène de musique, musée de Grenoble[8].
- 1820 : Agar et Ismaël dans le désert, Bruxelles, musées royaux des Beaux-Arts de Belgique.
- 1821 : Scène de brigands, localisation inconnue.
- 1822 : Portrait de Mme J. De Boeyer, localisation inconnue.
- 1825 : L'Éducation religieuse de la Vierge Marie, Antoing, église Saint-Pierre.
- 1829 : La Nymphe Salmacis et Hermaphrodite, huile, 194 × 148 cm, musée des Beaux-Arts de Gand[9].
- 1830 : Songe d'Athalie, 1830, Bruxelles, musées royaux des Beaux-Arts de Belgique.
- 1831 : Portrait d'un jeune homme songeur, Paris, musée du Louvre.
- 1831 : Portrait de Charles-Etienne Guillery, Université libre de Bruxelles - Archives, patrimoine, réserve précieuse
- 1832 : Portrait de M. le conseiller Jonet et ses deux filles (respectivement Juliette, épouse du Dr J.-E. Lequime, et Émilie, épouse de Dominique Jonet), Bruges, Musée Groeninge.
- 1834 : Le Sommeil de Jésus, Houyet, église de l'Assomption.
- 1836 : Portrait de David, Montréal, musée des Beaux-Arts.
- 1842 : La Résurrection de Lazare, Salon de Bruxelles de 1842, destinée à une église de la Campine[10].
- 1842 : La Sainte Vierge et Marie Madeleine pleurant le Christ, Salon de Bruxelles de 1842[10].
- 1842 : La Sainte Famille, Salon de Bruxelles de 1842[10].
- 1842 : Une jeune fille donnant un papillon à de jeunes serins, Salon de Bruxelles de 1842[10].
- 1842 : La lecture en famille, Salon de Bruxelles de 1842[10].
- 1844 : Notre-Dame des Affligés, Charleroi, église Saint-Antoine.
- 1846 : Portrait de Pierre-François Van Meenen, Université libre de Bruxelles - Archives, patrimoine, réserve précieuse.
- 1848 : L'Assomption de la Vierge, Cathédrale Saints-Michel-et-Gudule de Bruxelles, Salon de Bruxelles de 1848[11].
- 1848 : La Sainte Famille, Salon de Bruxelles de 1848[11].
- 1848 : Jeunes filles à la fontaine, Salon de Bruxelles de 1848[11].
- 1848 : La joueuse d'orgue, Salon de Bruxelles de 1848[11].
- 1848 : Une jeune mère en prière, Salon de Bruxelles de 1848[11].
- 1851 : Le Retour du Jubilé, Bruxelles, Collections communales de Molenbeek-Saint-Jean.
- 1857 : La Résurrection du fils de la veuve de Naïm, Bruxelles, église Saint-Joseph.
- 1857 : Portrait du Dr Joseph-Émile Lequime, localisation inconnue.
- s.d. : Portrait de Madame Huart-Chapel, musée des Beaux-Arts de Gand.
- s.d. : Portrait de Jean-Victor Schnetz, musée du château de Flers.
- s.d. : Sainte Famille avec saint Jean-Baptiste, lavis, Arlon, musée Gaspar, collections de l'Institut archéologique du Luxembourg[12].